# Klub Piłki Siatkowej Skra Bełchatów 2012-2013
Questa voce raccoglie le informazioni riguardanti il Klub Piłki Siatkowej Skra Bełchatów nelle competizioni ufficiali della stagione 2012-2013.

## Organigramma societario
Area direttiva
- Presidente: Konrad Piechocki

Area tecnica
- Allenatore: Jacek Nawrocki

## Rosa
| N° | Nome                    | Ruolo | Data di nascita   | Nazionalità sportiva |
| -- | ----------------------- | ----- | ----------------- | -------------------- |
| -  | Jacek Nawrocki          | All   | 20 agosto 1965    | Polonia              |
| 2  | Mariusz Wlazły          | S/O   | 4 agosto 1983     | Polonia              |
| 3  | Daniel Pliński          | C     | 10 dicembre 1978  | Polonia              |
| 5  | Wytze Kooistra          | C     | 3 giugno 1982     | Paesi Bassi          |
| 6  | Karol Kłos              | C     | 8 agosto 1989     | Polonia              |
| 8  | Konstantin Čupković     | S     | 2 gennaio 1987    | Serbia               |
| 9  | Dejan Vinčić            | S     | 15 settembre 1986 | Slovenia             |
| 9  | Maciej Muzaj            | S/O   | 21 maggio 1994    | Polonia              |
| 10 | Dante Boninfante        | P     | 7 marzo 1977      | Italia               |
| 12 | Paweł Woicki            | P     | 19 giugno 1983    | Polonia              |
| 13 | Michał Winiarski        | S     | 28 dicembre 1983  | Polonia              |
| 14 | Aleksandar Atanasijević | S/O   | 4 settembre 1991  | Serbia               |
| 16 | Paweł Zatorski          | L     | 21 giugno 1990    | Polonia              |
| 17 | Yosleyder Cala          | S     | 22 ottobre 1984   | Cuba                 |
| 18 | Michał Bąkiewicz        | S     | 22 marzo 1981     | Polonia              |